# Старое Мутище
Старое Мутище — деревня  в  Смоленской области России,  в Ельнинском районе. Расположено в юго-восточной части области  в 16  км к юго-востоку от города Ельня.
Население — 313 жителей. (2007 год). Административный центр Мутищенского сельского поселения.

## История
Во время Великой Отечественной войны в деревне располагался госпиталь и аэродром партизанского полка им. С. Лазо.

## Достопримечательности
- Обелиск на братской могиле воинов Советской Армии и партизан, погибших в 1941 - 1943 гг.